# Tour de Taiwan

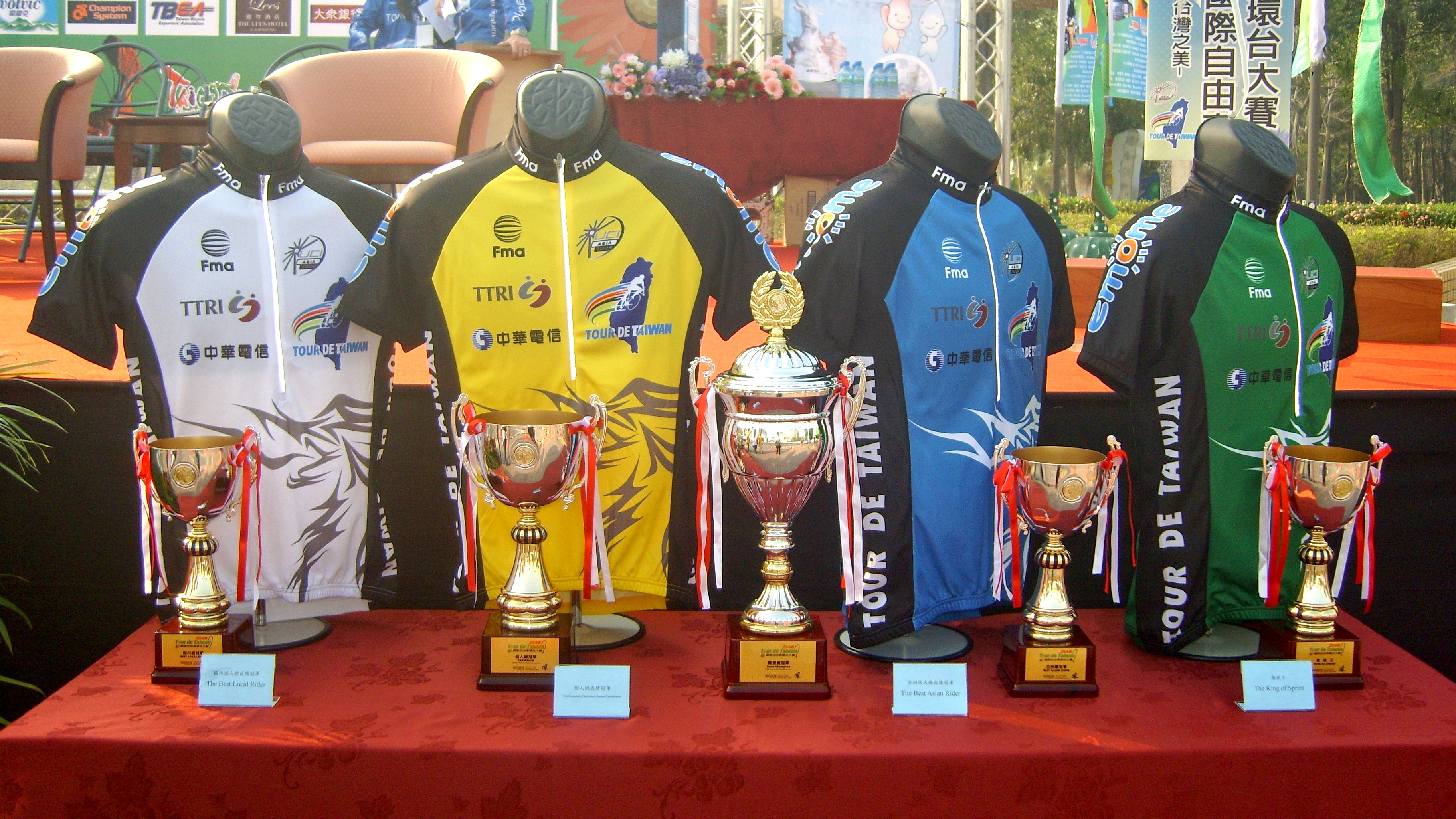
Maglie e premi dell'edizione 2008

Il Tour de Taiwan è una corsa a tappe maschile di ciclismo su strada che si svolge annualmente in Taiwan. Disputata dal 1978, nel 2003 diventa corsa professionistica, e nel 2005 viene riconosciuta dall'UCI e inserita nel calendario dell'UCI Asia Tour come gara di classe 2.1.

## Percorso
La gara era di solito costituita da sette tappe, ma dal 2014 si svolge nell'arco di sole cinque frazioni. Mentre il percorso cambia ogni anno, Taipei e Kaohsiung sono sovente le città di partenza o arrivo della competizione.

## Albo d'oro
Aggiornato all'edizione 2025.
| Anno | Vincitore              | Secondo                   | Terzo                     |
| ---- | ---------------------- | ------------------------- | ------------------------- |
| 2003 | Ghader Mizbani Iranagh | Jürgen Kotulla            | Michail Andreev           |
| 2004 | Moritz Milatz          | non conosciuta (bandiera) | non conosciuta (bandiera) |
| 2005 | Ahad Kazemi Sarai      | Ghader Mizbani            | Thomas Peterson           |
| 2006 | non assegnato          | Stephen Gallagher         | Robert McLachlan          |
| 2007 | Shawn Milne            | Robert McLachlan          | Evgenij Jakovlev          |
| 2008 | John Murphy            | Shawn Milne               | Takashi Miyazawa          |
| 2009 | Krzysztof Jeżowski     | Peter McDonald            | Roman Žientaev            |
| 2010 | David McCann           | Phillip Gaimon            | William Clarke            |
| 2011 | Markus Eibegger        | David McCann              | Junya Sano                |
| 2012 | Rhys Pollock           | Wong Kam Po               | Dirk Müller               |
| 2013 | Bernard Sulzberger     | Tsgabu Grmay              | Kirill Pozdnjakov         |
| 2014 | Rémy Di Grégorio       | Ioannis Tamouridis        | Marco Zanotti             |
| 2015 | Samad Poor Seiedi      | Hossein Askari            | Rahim Ememi               |
| 2016 | Robbie Hucker          | Francisco Mancebo         | Ben O'Connor              |
| 2017 | Benjamín Prades        | Edwin Ávila               | Kevin De Jonghe           |
| 2018 | Yukiya Arashiro        | Jonathan Clarke           | Jimmy Janssens            |
| 2019 | Jonathan Clarke        | James Piccoli             | Etienne van Empel         |
| 2020 | Nicholas White         | Ryan Cavanagh             | Marcus Culey              |
| 2021 | non disputato          | non disputato             | non disputato             |
| 2022 | Benjamin Dyball        | Sam Culverwell            | Marcos García             |
| 2023 | Jeroen Meijers         | Jordi López               | Benjamín Prades           |
| 2024 | Joseph Blackmore       | Yuma Koishi               | Carter Bettles            |
| 2025 | Brady Gilmore          | Moritz Kretschy           | Jordi López               |